# Andropogònia
Andropogoneae és una tribu d'herbes de la família Poaceae esteses per totes les regions tropicals i temperades. Aquestes plantes utilitzen la fisiologia de fixació per carboni.
Són herbes anuals o perennes amb fulles primes longitudinals, rarament lanceaolades. Les inflorescencies formen panícules terminals compostos, els penjolls estan formats per dos espigues florals, una sèssil (fèrtil) i l'altra pediculada (estèril).

## Gèneres
| - Agenium - Anadelphia - Andropogon - Andropterum - Apluda - Apocopis - Arthraxon - Asthenochloa - Bhidea - Bothriochloa - Capillipedium - Chasmopodium - Chionachne - Chrysopogon - Clausospicula - Cleistachne - Coix - Cyathorhachis - Cymbopogon - Dichanthium - Digastrium - Diheteropogon - Dimeria - Elionurus - Elymandra - Eremochloa - Erianthus - Eriochrysis - Euclasta | - Eulalia - Eulaliopsis - Exotheca - Germainia - Glyphochloa - Hemarthria - Hemisorghum - Heteropogon - Homozeugos - Hyparrhenia - Hyperthelia - Imperata - Ischaemum - Iseilema - Kerriochloa - Lasiurus - Lophopogon - Loxodera - Manisuris - Microstegium - Miscanthus - Mnesithea - Monocymbium - Ophiuros - Oxyrhachis - Parahyparrhenia - Phacelurus - Pogonachne - Pogonatherum | - Polliniopsis - Polytoca - Polytrias - Pseudanthistiria - Pseudodichanthium - Pseudopogonatherum - Pseudosorghum - Rhytachne - Rottboellia - Rubimons - Saccharum - Schizachyrium - Sclerachne - Sclerostachya - Sehima - Sorghastrum - Sorghum - Spathia - Spodiopogon - Thaumastochloa - Thelepogon - Themeda - Trachypogon - Trilobachne - Triplopogon - Tripsacum - Urelytrum - Vossia - Zea |